# Андрияди, Деспина Георгиевна
Деспина Георгиевна Андрияди, другой вариант фамилии — Андриади (1911 год, село Якбасан, Карская область, Турция — 1998 год, Геленджик) — звеньевая полеводческой бригады Алма-Атинского табаководческого совхоза Министерства пищевой промышленности СССР, Илийский район Алма-Атинской области, Казахская ССР. Герой Социалистического Труда (1949).

## Биография
Родилась в греческой крестьянской семье в селе Якбасан, Турция. В 1914 году её родители, спасаясь от резни христиан, бежали в Российскую империю. Проживала с родителями в Кубанской области. В 1937 году депортирована в Казахскую ССР. С 1943 года — рядовая колхозница, звеньевая табаководческого совхоза Илийского района.
В 1948 году табаководческое звено под руководством Деспины Андрияди собрало в среднем с каждого гектара по 27,47 центнеров табака сорта «Трапезонд» на участке площадью 6 гектаров. Указом Президиума Верховного Совета СССР от 6 мая 1949 года удостоена звания Героя Социалистического Труда «за получение высоких урожаев табака при выполнении совхозом плана сдачи государству сельскохозяйственных продуктов в 1948 году и обеспеченности семенами всех культур в размере полной потребности для весеннего посева 1949 года» с вручением ордена Ленина и золотой медали «Серп и Молот».
Этим же указом звания Героя Социалистического Труда были удостоены директор совхоза Пётр Фёдорович Томаровский, старший агроном Анатолий Яковлевич Бриккель, бригадиры Али Ага Амрахов, Сатар Амрахов, звеньевые Имамат Велиметова, Елена Яковлевна Ловчинова и Мария Дмитриевна Суслина.
За выдающиеся трудовые достижения в табаководстве в 1950 году была награждена вторым Орденом Ленина.
Работала в совхозе до 1955 года, потом переехала в Краснодарский край. С 1972 года проживала в Геленджике.
Скончалась в 1998 году.
Награды и звания
- Герой Социалистического Труда
- Орден Ленина — дважды (1949; 01.09.1951)
- Орден Трудового Красного Знамени (14.12.1972)
- Орден «Знак Почёта» (02.04.1966)
- Медаль «За трудовую доблесть»